# Сан-Себріан-де-Масоте
Сан-Себріан-де-Масоте (ісп. San Cebrián de Mazote) — муніципалітет в Іспанії, у складі автономної спільноти Кастилія-і-Леон, у провінції Вальядолід. Населення — 172 особи (2010).
Муніципалітет розташований на відстані близько 190 км на північний захід від Мадрида, 35 км на захід від Вальядоліда.

## Демографія
Динаміка населення (INE ):